# Jan Hordijk (tennisser)

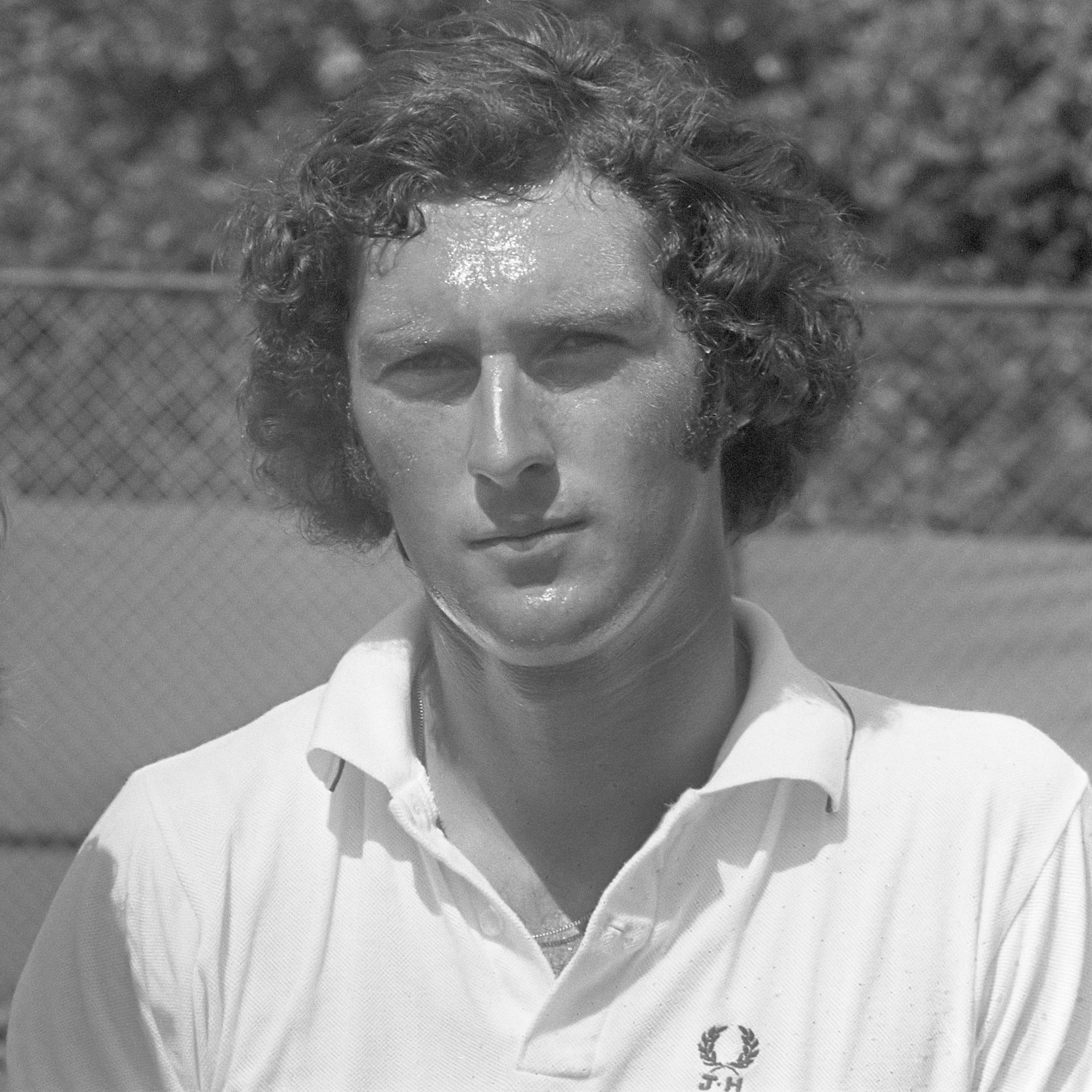
Jan Hordijk in 1973

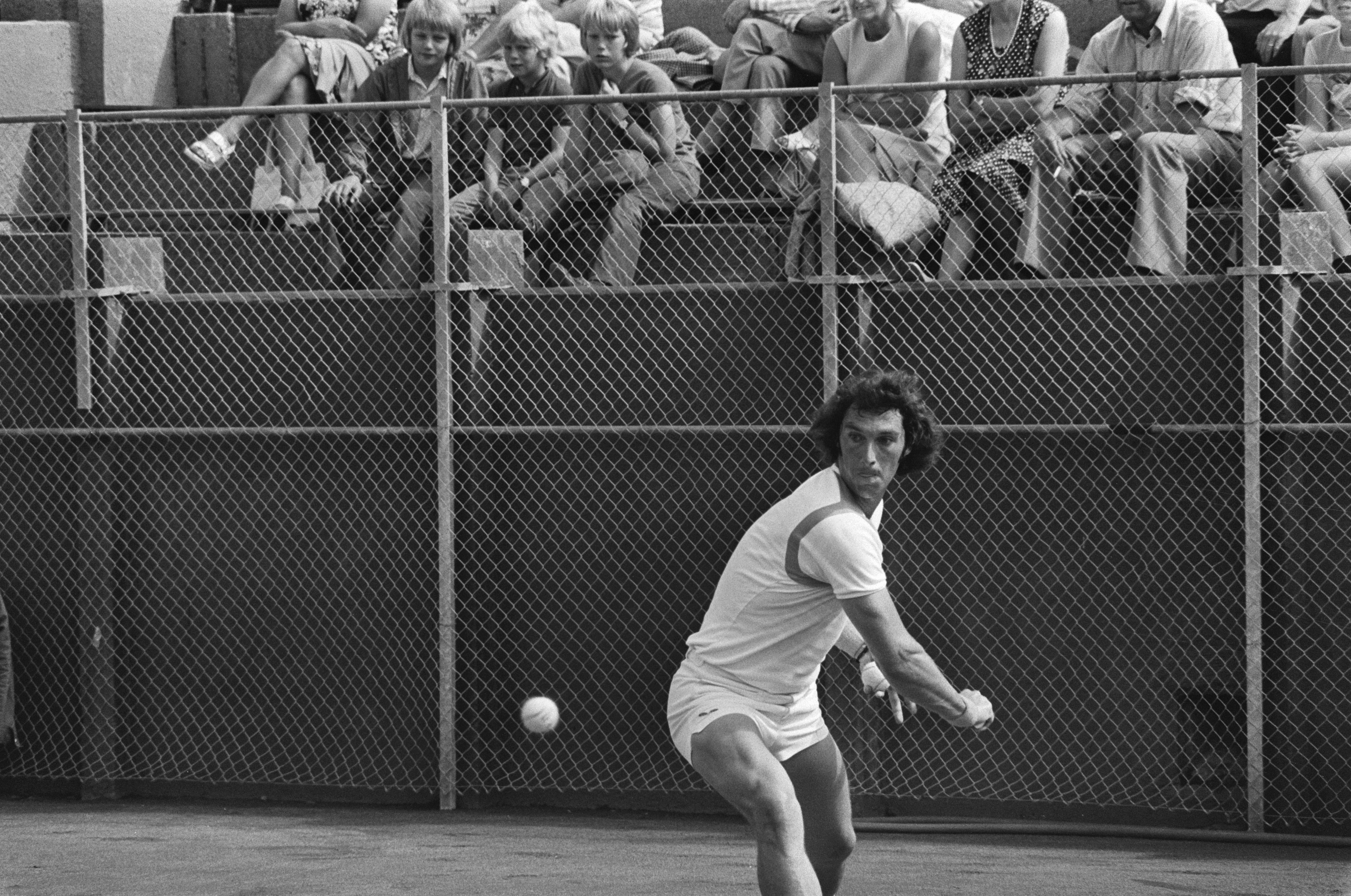
Jan Hordijk in 1974

Jan Hordijk (Rotterdam, 5 februari 1950) is een Nederlands voormalig proftennisser.

## Loopbaan
Hordijk speelde in 1973 in zowel het enkel- als het dubbelspel op Wimbledon. In dat jaar behaalde hij ook zijn hoogste ATP-ranking: 152e. In 1974 nam hij deel aan het Australian Open. Hij kwam tussen 1969 en 1974 voor Nederland in de Davis Cup uit. Na zijn carrière als proftennisser werd hij tennisleraar.

## Resultaten grandslamtoernooien
| Legenda | Legenda                          |
| ------- | -------------------------------- |
| g.t.    | geen toernooi gehouden           |
| l.c.    | lagere categorie                 |
| –       | niet deelgenomen                 |
| G       | uitgeschakeld in de groepsfase   |
| 1R      | uitgeschakeld in de eerste ronde |
| 2R      | uitgeschakeld in de tweede ronde |
| 3R      | uitgeschakeld in de derde ronde  |
| 4R      | uitgeschakeld in de vierde ronde |
| KF      | uitgeschakeld in de kwartfinale  |
| HF      | uitgeschakeld in de halve finale |
| F       | de finale verloren               |
| W       | het toernooi gewonnen            |
| w-v     | winst/verlies-balans             |

### Enkelspel
| Toernooi        | 1973 | 1974 |
| --------------- | ---- | ---- |
| Australian Open | –    | 1R   |
| Roland Garros   | –    | –    |
| Wimbledon       | 1R   | –    |
| US Open         | –    | –    |

### Mannendubbelspel
| Toernooi        | 1973 | 1974 |
| --------------- | ---- | ---- |
| Australian Open | –    | 1R   |
| Roland Garros   | –    | –    |
| Wimbledon       | 1R   | –    |
| US Open         | –    | –    |